# The Green Pajamas
The Green Pajamas sono un gruppo musicale statunitense formatosi nel 1984.

## Storia
Il gruppo si formò a Seattle, nello stato di Washington, nella primavera del 1984 quando Jeff Kelly e Joe Ross si incontrarono a una festa e scoprirono un interesse comune per la psichedelia degli anni '60; ispirati dalla scena musicale paisley underground di Los Angeles del 1983, il duo decise di avviare una scena simile nella loro città natale di Seattle. Entro la primavera del 1984 avevano registrato e pubblicato una cassetta fatta in casa intitolata Summer of Lust. Seguì il singolo "Kim the Waitress" che attirò l'attenzione delle radio universitarie regionali a metà degli anni '80; la band continuò registrando "Sister Anne" e gli album Book of Hours e Ghosts of Love, prima di sciogliersi durante le sessioni per Ghosts of Love (pubblicato nel 1990 con una certa attenzione della critica). Durante i successivi anni, Jeff Kelly pubblicò registrazioni da solista su cassetta. La band si riunì nel 1994 sulla scia delle cover di "Kim The Waitress" pubblicate quell'anno dal gruppo Material Issue e dalla band di Seattle Sister Psychic.  Fu pubblicato un terzo singolo, "Song for Christina". Nel 2009 la band è tornata all'etichetta discografica di Seattle con cui aveva iniziato e da allora ha pubblicato un flusso costante di uscite, sia ristampe che nuovo materiale.

## Discografia

### Album in studio
- 1984 - Summer of Lust
- 1984 - Happy Halloween
- 1986 -  Book of Hours
- 1988 - November
- 1990 - Ghosts of Love
- 1997 - Strung Behind the Sun
- 1998 -  All Clues Lead to Meagan's Bed
- 1999 -  Seven Fathoms Down and Falling
- 2001 - This Is Where We Disappear
- 2002 - Northern Gothic
- 2002 - Lust Never Sleeps
- 2004 - Ten White Stones
- 2005 - 21st Century Séance
- 2007 - Box of Secrets: Northern Gothic Season 2
- 2009 - Poison in the Russian Room
- 2011 - Green Pajama Country!
- 2012 - Death by Misadventure
- 2016 - To the End of the Sea
- 2017 - Supernatural Afternoon
- 2018 - Phantom Lake: Northern Gothic 3
- 2021 -  Sunlight Might Weigh Even More
- 2022 - Forever for a Little While
- 2023 - This Floating World Is a Dream

### Compilation
- 2006 - The Night Races into Anna

### Live
- 2007 - If You Knew What I Dreamed - The Green Pajamas play the Jeff Kelly Songbook

## Membri
- Jeff Kelly: chitarra e voce
- Joe Ross: basso e voce
- Karl Wilhelm; batteria
- Eric Lichter: tastiere, percussioni e voce
- Laura Weller: chitarra e voce